# Buxals
Les buxals (Buxales) són un ordre d'angiospermes del clade Eudicotyledoniae que inclou, entre d'altres, el boix. El grup és monofilètic amb una sola família, però n'havia inclòs més, i 120 espècies.

## Característiques
Tenen alcaloides esteroïdeus del tipus de l'aminopregnà, traqueida veritable i fusta de compressió.
El marge de les fulles és enter. Les flors són petites, imperfectes. En la llavor el tegument extern es transforma en una testa de diverses capes de cèl·lules de gruix. Tenen inflorescències racemoses i el pol·len amb endoabertures.

## Taxonomia
Antigament l'ordre Buxales contenia tres famílies, Buxaceae, Didymelaceae i Haptanthaceae. Al sistema de classificació APG III, les Didymelaceae van ser incloses a la família Buxaceae, i al sistema APG IV, actualment en ús, la família Haptanthaceae va se inclosa a Buxaceae.

## Evolució
Anderson et al. (2005) daten a les Buxaceae i tots els seus parents fòssils ja extints en uns 121-117 milions d'anys.